# Europese kampioenschappen schaatsen afstanden 2024 - 1000 meter mannen
De 1000 meter mannen op de Europese kampioenschappen schaatsen 2024 werd verreden op vrijdag 5 januari 2024 in ijsstadion Thialf in Heerenveen.
Titelverdediger Thomas Krol ontbrak, hij werd opgevolgd door de zilveren medaillewinnaar van het vorige EK afstanden, Kjeld Nuis. Debutanten Jenning de Boo en Tim Prins zorgden opnieuw voor een volledig Nederlands en nu ook team Reggeborgh podium.

## Uitslag
| #      | Schaatsers                  | Land                | Tijd    | Verschil |
| ------ | --------------------------- | ------------------- | ------- | -------- |
| Goud   | Kjeld Nuis                  | Nederland           | 1:07.87 |          |
| Zilver | Jenning de Boo              | Nederland           | 1:08.14 | +0.27    |
| Brons  | Tim Prins                   | Nederland           | 1:08.20 | +0.33    |
| 4      | Marten Liiv                 | Estland             | 1:08.41 | +0.54    |
| 5      | Moritz Klein                | Duitsland           | 1:08.77 | +0.90    |
| 6      | Marek Kania                 | Polen               | 1:08.83 | +0.96    |
| 7      | David Bosa                  | Italië              | 1:08.83 | +0.96    |
| 8      | Damian Żurek                | Polen               | 1:08.88 | +1.01    |
| 9      | Hendrik Dombek              | Duitsland           | 1:09.13 | +1.26    |
| 10     | Piotr Michalski             | Polen               | 1:09.30 | +1.43    |
| 11     | Mathias Vosté               | België              | 1:09.37 | +1.50    |
| 12     | Cornelius Kersten           | Verenigd Koninkrijk | 1:09.74 | +1.87    |
| 13     | Håvard Holmefjord Lorentzen | Noorwegen           | 1:09.78 | +1.91    |
| 14     | Allan Dahl Johansson        | Noorwegen           | 1:09.84 | +1.97    |
| 15     | Alessio Trentini            | Italië              | 1:09.88 | +2.01    |
| 16     | Nil Llop Izquierdo          | Spanje              | 1:09.89 | +2.02    |
| 17     | Stefan Emele                | Duitsland           | 1:09.93 | +2.06    |
| 18     | Kristian Gamme Ulekleiv     | Noorwegen           | 1:10.71 | +2.84    |
| 19     | Valentin Thiebault          | Frankrijk           | 1:10.92 | +3.05    |
| 20     | Juuso Lehtonen              | Finland             | 1:12.00 | +4.13    |

## IJs- en klimaatcondities
|                  | Start   | Eind    |
| ---------------- | ------- | ------- |
| Tijd             | 21:30   | 21:55   |
| Luchttemperatuur | 17,1°C  | 16,9°C  |
| IJstemperatuur   | -10,8°C | -10,6°C |
| Luchtvochtigheid | 45,9 %  | 46,1 %  |